# Вайкс
Вайкс (нем. Weichs) — община в Германии, в земле Бавария. 
Подчиняется административному округу Верхняя Бавария. Входит в состав района Дахау.  Население составляет 3151 человек (на 31 декабря 2010 года). Занимает площадь 18,72 км².